# Polynema
Genre
Taxons de rang inférieur
- Polynema (Polynema)

Synonymes
- Callitriche Nees
- Callitriche Agassiz, 1848
- Cosmocoma Förster, 1856
- Eutriche Nees, 1843
- Maidliella Soyka, 1946
- Novickyella Soyka, 1946

Polynema est un genre d'insectes hyménoptères de la famille des Mymaridae.

## Espèces
Polynema abdominale - Polynema acutiventre - Polynema aegyptiacum - Polynema aequicoloratum - Polynema albicorne - Polynema albicoxa - Polynema albitarse - Polynema aligherini - Polynema altitudine - Polynema anamalaiense - Polynema anantanagana - Polynema anceps - Polynema antoniae - Polynema apicale - Polynema ara - Polynema arcticum - Polynema areolatum - Polynema aspidioti - Polynema assamense - Polynema aterrimum - Polynema atractoura - Polynema atratum - Polynema atrosimile - Polynema atrum - Polynema auricorpus - Polynema auripedicellatum - Polynema australiense - Polynema bakkendorfi - Polynema bergi - Polynema bimaculatipenne - Polynema bischoffi - Polynema bitashimwae - Polynema blackbourni - Polynema boreum - Polynema brevicarinae - Polynema breviscapus - Polynema brittanum - Polynema caesariatipenne - Polynema calceatiscapus - Polynema capillatum - Polynema carbonelli - Polynema carpaticum - Polynema ceroplastae - Polynema ciliatum - Polynema collaris - Polynema consobrinum - Polynema crassa - Polynema crassicorne - Polynema curtum - Polynema dakhlae - Polynema darwini - Polynema decoloratum - Polynema depressicollis - Polynema devriesi - Polynema dhenkunde - Polynema draperi - Polynema dunense - Polynema editha - Polynema elatum - Polynema elegantissimum - Polynema elongatum - Polynema enchenopae - Polynema euchariforme - Polynema eucharis - Polynema eurydice - Polynema eutettexi - Polynema fasciatum - Polynema fennicosimile - Polynema fennicum - Polynema filicorne - Polynema filium - Polynema flavipes - Polynema florum - Polynema foersteri - Polynema franklini - Polynema frater - Polynema fulmeki - Polynema fumipenne - Polynema fumipennis - Polynema fuscipes - Polynema gallica - Polynema gargarae - Polynema gaucho - Polynema gigas - Polynema giraulti - Polynema glabricorpus - Polynema globosiventris - Polynema gracile - Polynema gracilior - Polynema graculus - Polynema grande - Polynema grenadense - Polynema grotiusi - Polynema haeckeli - Polynema haitianum - Polynema halidayi - Polynema hawaiiense - Polynema hebe - Polynema hegeli - Polynema helena - Polynema helochaeta - Polynema howardii - Polynema hundsheimense - Polynema hyalinipenne - Polynema illustre - Polynema imitatrix - Polynema inconsuetum - Polynema jassidarum - Polynema joulei - Polynema kalatopense - Polynema kamathi - Polynema kressbachi - Polynema laetum - Polynema lansi - Polynema latior - Polynema latipectoris - Polynema latipenne - Polynema latissimum - Polynema lodgei - Polynema longicauda - Polynema longigaster - Polynema longior - Polynema longipectoris - Polynema longipennatum - Polynema longipes - Polynema longipes - Polynema longum - Polynema loriger - Polynema lucidum - Polynema luteolum - Polynema maculipes - Polynema magniceps - Polynema maidli - Polynema malkwitzi - Polynema manaliense - Polynema marginatum - Polynema marilandicum - Polynema medicae - Polynema megacephala - Polynema mendeleefi - Polynema mendeli - Polynema microptera - Polynema modestum - Polynema mundum - Polynema mutabile - Polynema nanum - Polynema nativum - Polynema needhami - Polynema neofuscipes - Polynema neopusillum - Polynema neorectum - Polynema neustadti - Polynema nigriceps - Polynema nigrocoxalis - Polynema nordaui - Polynema notabilissimum - Polynema novickyi - Polynema oahuense - Polynema orientale - Polynema ovatum - Polynema ovulorum - Polynema pallidipenne - Polynema pallidiventre - Polynema pallidum - Polynema palustre - Polynema parvipennis - Polynema parvipetiolatum - Polynema pax - Polynema pechlaneri - Polynema pellucens - Polynema pennicilipennis - Polynema perforator - Polynema permagnum - Polynema pernigripes - Polynema phaseoli - Polynema picea - Polynema picipes - Polynema pilipennis - Polynema pilosum - Polynema platense - Polynema poeta - Polynema poincarei - Polynema polonicum - Polynema polychromum - Polynema porteri - Polynema pratensiphagum - Polynema prolongatum - Polynema protractum - Polynema pulchricoloris - Polynema pulchrum - Polynema pusilloides - Polynema pusillum - Polynema pyrophila - Polynema quadricaput - Polynema quadripetiolatum - Polynema quadruplex - Polynema rectosimile - Polynema rectum - Polynema reginum - Polynema reticulatum - Polynema richmondense - Polynema romanesi - Polynema rousseaui - Polynema rubriventris - Polynema ruficolle - Polynema rufonigrum - Polynema ruschkai - Polynema ruymbekei - Polynema sachtlebeni - Polynema saga - Polynema sagittaria - Polynema sappho - Polynema schmitzi - Polynema schulzewskyi - Polynema schumanni - Polynema scrutator - Polynema secundobreve - Polynema serratum - Polynema seychellense - Polynema shakespearei - Polynema sibylla - Polynema sieboldi - Polynema signum - Polynema silvae - Polynema silvifilia - Polynema solare - Polynema speciosissimum - Polynema speciosum - Polynema spectabile - Polynema spenceri - Polynema stammeri - Polynema striaticorne - Polynema stubaiense - Polynema stupendum - Polynema sublestum - Polynema synophropsis - Polynema tantalea - Polynema tenue - Polynema tenuiforme - Polynema tenuisimile - Polynema terrestre - Polynema thoreauini - Polynema triscia - Polynema umbratum - Polynema umbrosum - Polynema unicolor - Polynema uroxys - Polynema valkenburgense - Polynema vallis - Polynema varians - Polynema victoria - Polynema virgilii - Polynema vitripenne - Polynema wagneri - Polynema wallacei - Polynema waterhousei - Polynema weyeri - Polynema woodi - Polynema xiphium - Polynema zangwilli - Polynema zetes - Polynema zolai -